# San Luca all'Esquilino

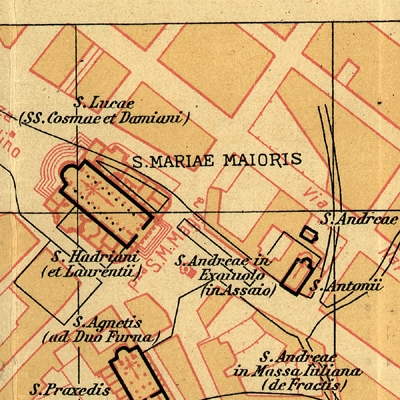
Mapa de Christian Hülsen (1927) mostrando a igreja com o nome de S. Lucae e também como o de Santi Cosma e Damiani, uma confusão bastante comum.

San Luca all'Esquilino era uma igreja de Roma localizada na Piazza dell'Esquilino, no rione Monti, perto da basílica de Santa Maria Maggiore. Era dedicada a São Lucas e ficava no quarteirão delimitado pela Via Cavour e a Via Daniele Manin, na esquina entre a praça e a Via dell'Esquilino. Ela é frequentemente confundida com a igreja de Santi Cosma e Damiano all'Esquilino, que ficava no quarteirão ao lado.

## História
Não se sabe ao certo quando esta igreja foi construída, mas é certo que ela era de origem medieval. Ela é mencionada em duas listas de igrejas da cidade: o catalogo di Torino (c. 1320), com o nome de Ecclesia sancti Luce, e o catalogo del Signorili (c. 1425), como Sci. Luce. Em 1371, o papa Gregório XI entregou a igreja aos sacerdotes de Santa Maria Maggiore. 
Em 1478, o papa Sisto IV (r. 1471-1484) entregou a igreja à Compagnia dei Pittori, a guilda dos pintores da cidade, da qual São Lucas era o santo padroeiro. O papa Sisto V (r. 1585-1590) mandou erguer o Obelisco Esquilino no acesso posterior de Santa Maria Maggiore em 1587. Na mesma época e em acordo com a Compagnia, toda a região foi sistematizada e mudanças foram feitas no traçado das ruas. A igreja, que provavelmente já estava em decadência, foi demolida juntamente com vários outros edifícios. Outra hipótese é que a igreja foi demolida para abrir espaço para o grande casino da Villa Peretti, que tinha um acesso direto à basílica. Uma terceira teoria é que a igreja teria sido demolida para abrir espaço para uma expansão de Santa Maria, onde o papa construiu uma capela para abrigar seu próprio túmulo.
A igreja da guilda passou a ser então Santi Luca e Martina. Segundo algumas fontes, restos da igreja ainda eram visíveis nas imediações da Villa Peretti Montalto no século XVII.